# Universidad Federal del Extremo Oriente
La Universidad Federal del Extremo Oriente (UFLO) (del ruso: Дальневосто́чный федеральный университе́т), también conocida anteriormente como Instituto Oriental y Universidad Estatal del Extremo Oriente, es una institución de educación superior situada en Vladivostok (Rusia). Fue fundada en 1899 como Instituto Oriental y cerrada a finales de los años 1930 por Iósif Stalin, pero reabierta en 1956, dos años después de la visita de Nikita Jruschov a Vladivostok. En 2011 y mediante un edicto, la universidad absorbió todas las instituciones de educación superior de Vladivostok para formar la actual Universidad Federal del Extremo Oriente.
Desde 2009 en la universidad se imparten más de 600 programas educativos, incluyendo programas de pregrado, postgrado y estudios de doctorado. La universidad cuenta con más de 24,000 estudiantes en programas de educación superior y más de 500 estudiantes de posgrado. El número total de estudiantes de pregrado y postgrado, estudiantes de doctorado, y todas las formas de la educación es superior a 41 000.

## Historia
La historia de la Universidad Federal del Extremo Oriente se remonta al 21 de octubre de 1899, cuando en Vladivostok fue inaugurado el Instituto Oriental por orden del zar Nicolás II, la primera institución de educación superior en el Extremo Oriente. El objetivo principal del Instituto fue impulsar y formar el sector administrativo, comercial e industrial en la zona de Asia oriental de Rusia y los estados adyacentes. El primer director del Instituto Oriental fue el profesor Alexei Matveyevich Pozdneyev. Los principales estudios fueron la geografía, contabilidad e investigación de materias primas, historia y organización política de los Estados del Este, idiomas como el inglés y francés y derecho.
El 21 de octubre de 2009, el presidente Dmitri Medvédev, refundó la Universidad Federal del Extremo Oriente mediante un edicto y sobre las bases de la Universidad Nacional del Extremo Oriente, fusionándose, además, con la Universidad Técnica Estatal del Extremo Oriente, la Universidad Estatal de Economía del Pacífico y el Instituto Estatal Pedagógico Ussuriisk. Este edicto fue emitido el día del 110.º aniversario del Instituto Oriental. El 27 de enero de 2011 entró en vigor la fusión para formar la actual Universidad Federal del Extremo Oriente.

## Organización
La Universidad Federal del Extremo Oriente cuenta con las siguientes Facultades:
- Facultad de Economía y Administración https://www.dvfu.ru/en/school_of_business_and_public_administration/
  - Programas de Pregrado: Ciencias económicas; Administración; Gestión de personal; Informática de negocios; Administración estatal y municipal; Turismo; Comercio; Ciencia de productos básicos; hotelería; Seguridad económica.
  - Programas de Maestría (en ruso): 
    - Economics: Economía de las empresas y el mercado de comercio; Planificación macroeconómica y predicción de sistemas económicos; Logística y gestión del comercio en los mercados de Asia-Pacífico; Economía Internacional; Economía internacional (desarrollo innovador y tecnológico); Práctica internacional y sistemas de regulación de contabilidad (fiscal) y auditoría; Economía del desarrollo de recursos económicos del océano mundial; Regulación y predicción de sistemas económicos; Desarrollo socioeconómico de los territorios orientales de Rusia; Contabilidad, análisis financiero y auditoría interna.
    - Administración: Gestión financiera; Mercadeo (Marketing); Gestión estratégica; Gestión de productos básicos; Administración estratégica.
    - Gestión de personal: Gestión de personal del gobierno y servicios municipales; Economía laboral y manejo de personal.
    - Administración estatal y municipal:  Administración estatal y municipal.
    - Informática de negocios: Modelización de procesos comerciales.
    - Comercio: Estrategias e innovaciones en mercadeo (marketing); Actividad comercial en mercados y servicios.
    - Ciencia de bienes básicos: Servicios de consultoría de bienes básicos y estudio aduanero de bienes de consumo; Tecnología, ciencia de bienes básicos y examen en la esfera de producción y circulación de bienes de consumo.
    - Finanzas y crédito: Bancos y actividades bancarias; Finanzas corporativas; Gestión tributaria corporativa;
    - Auditoría Pública: Supervisión financiera pública.
    - Turismo: Turismo (evolución, estructura, gestión, marketing).
    - Administración hotelera: Hotelería internacional y administración hotelera.

  - Programas de maestría en inglés: 
    - Administración: Negocios Internacionales y Gestión de proyectos; Economía y Gestión ambiental
    - Gestión de personal: Gestión de Recursos Humanos
    - Comercio: Negocios y mercados internacionales
    - Administración hotelera: Administración hotelera
- Facultad de Ingeniería https://www.dvfu.ru/en/school_of_engineering/
- Facultad de Biomedicina https://www.dvfu.ru/en/school_of_biomedicine/
- Facultad de Humanidades https://www.dvfu.ru/en/school_of_humanities/
- Facultad de Ciencias naturales https://www.dvfu.ru/en/school_of_natural_sciences/
- Facultad de Artes, Cultura y Deportes https://www.dvfu.ru/en/school_of_arts_culture_and_sports/
- Facultad de Educación https://www.dvfu.ru/en/school_of_education/
- Facultad de Estudios Regionales e Internacionales (Instituto de Estudios Orientales) https://www.dvfu.ru/en/institute_of_oriental_studies/
- Facultad de Derecho https://www.dvfu.ru/en/school_of_law/
- Facultad de Postgrados https://www.dvfu.ru/en/admission/postgraduate/

Otros Organismos Universitarios:
- Cursos no conducentes a titulación: Ruso, Intercambio, Preuniversitarios.
- Noticias https://www.dvfu.ru/en/
- Instituto de Matemáticas e Informática (enlace roto disponible en Internet Archive; véase el historial, la primera versión y la última).
- Instituto de Física e Información tecnológica Archivado el 24 de noviembre de 2011 en Wayback Machine.
- Instituto de Formación Preuniversitaria Archivado el 24 de noviembre de 2011 en Wayback Machine.
- Instituto de Desarrollo Profesional Archivado el 24 de noviembre de 2011 en Wayback Machine.
- Instituto de Psicología y Ciencias Sociales Archivado el 24 de noviembre de 2011 en Wayback Machine.
- Instituto de Estudios Internacionales de la Cuencia del Pacífico Archivado el 24 de noviembre de 2011 en Wayback Machine.
- Instituto de Educación Internacional Archivado el 24 de noviembre de 2011 en Wayback Machine.
- Instituto Interregional de Estudios Sociales Archivado el 24 de noviembre de 2011 en Wayback Machine.
- Educación Primaria FENU y Jardín de Infancia Archivado el 24 de noviembre de 2011 en Wayback Machine.
- Instituto de Vladivostok de Estudios Internacionales de la Cuenca del Pacífico Archivado el 24 de noviembre de 2011 en Wayback Machine.
- Universidad Abierta FENU Archivado el 24 de noviembre de 2011 en Wayback Machine.